# Raquel Clemente Muñoz
Raquel Clemente Muñoz, née le 30 avril 1982, est une femme politique espagnole membre du Parti populaire (PP).

## Biographie

### Vie privée
Elle est célibataire.

### Activités politiques
Elle est élue conseillère municipale de Celadas en 2007 et maire de la ville en 2011. De 2011 à 2015, elle est conseillère chargée des Sports et de la Jeunesse à la Comunidad de Teruel et porte-parole du groupe populaire à partir de 2015.
Le 20 décembre 2015, elle est élue sénatrice pour Teruel au Sénat et réélue en 2016.